# Ковальский, Александр Алексеевич
Александр Алексеевич Ковальский (10 сентября 1906 года, Оренбург — 31 марта 1978 года, Новосибирск) — советский физик и физико-химик, член-корреспондент АН СССР

## Биография
Рос в многодетной семье, рано лишился отца (1913), воспитывался старшей сестрой — учительницей начальной школы. 1924 году окончил среднюю школу (вынужденный рано пойти работать, экзамены за десятый класс сдал экстерном) в Алма-Ате, где жила в это время семья. Сразу после окончания школы поехал в Самарканд на строительство оросительного канала. В 1925 году, после года работы на стройке, приехал в Ленинград и поступил в Политехнический институт. Слушал лекции Гаврилова А. Ф. (математика), Фридмана А. А., Мещерского И. В., Лойцянского Л. Г. (механика), Бурсмана В. Р., Френкеля Я. И., Гринберга Г. А. (теоретическая физика), Кистяковского В. А. (теоретическая химия), Иоффе А. Ф., Семёнова Н. Н., Обреимова И. В., Кондратьева В. Н.
Ещё студентом стал сотрудничать в лаборатории химической физики Н. Н. Семёнова. В это время в лаборатории работали ставшие впоследствии крупными учёными Я. Б. Зельдович, В. Н. Кондратьев, Ю. Б. Харитон, А. И. Лейпунский и А. И. Шальников. В 1929 году опубликовал свою первую работу о воспламенении паров фосфора в кислороде (Z. Ph. Chem., 1929, V.4).
В 1930 году окончил физико-механический факультет Ленинградского политехнического института, ученик академика Н. Н. Семёнова.
Продолжил работать в Институте химической физики АН СССР, до 1941 года находившимся в Ленинграде (годы Великой Отечественной войны, с 1941 по 1944 год в эвакуации в Казани, с 1944 года — в Москве), научный сотрудник (1930—1931), старший научный сотрудник (1931—1941), зам. зав. лабораторией (1941—1944), с 1944 года — зав. лабораторией.
Получил высокую оценку своей деятельности от А. Ф. Иоффе: «А. А. Ковальский является очень способным и работоспособным молодым учёным. За 2 года работы он проделал 4 крупных исследования и начал пятое… Во всех работах А. А. Ковальский проявил исключительное экспериментальное чутье, соединенное с серьезной теоретической проработкой вопроса. Он имеет все данные превратиться в крупного учёного по вопросам газовых реакций и взрывов». Утверждён в учёной степени кандидата химических наук без публичной защиты диссертации (1935). Доктор химических наук (1947), тема диссертации «Кинетика реакции окиси углерода с сернистым газом».
Участник работ по «Атомному проекту» (1953), получил теоретические оценки поля теплового излучения при взрыве водородной бомбы, участвовал в разработке специальной диагностической аппаратуры.
В 1957 году по приглашению М. А. Лаврентьева, С. А. Христиановича и Н. Н. Семёнова перешёл на работу в Сибирское отделение АН СССР, возглавил организуемый им Институт химической кинетики и горения СО АН СССР. Один из авторов проекта здания научно-исследовательского института СО, который впоследствии был использован для строительства других институтов. Переехав в Академгородок одним из первых, затем организовал перевод новых сотрудников своего института из Москвы в Новосибирск с обеспечением рабочего места и жилья. Процедура переезда включала в себя встречу дома у Ковальского с пельменями и вручением ключа от квартиры.
В 1958 году на общем собрании АН СССР в ходе первых выборов членов АН по Сибирскому отделению избран членом-корреспондентом по специальности «химия» (были избраны также Г. Б. Бокий, Г. К. Боресков, В. В. Воеводский, Н. Н. Ворожцов, А. В. Николаев — 6 из 15 кандидатур).
Член Президиума СО АН СССР (1958—1963).
В 1971 году по состоянию здоровья перешёл в научные консультанты лаборатории дисперсных систем Института химической кинетики и горения СО АН СССР.

## Награды
- орден Ленина (1967, за организацию Института химической кинетики и горения)
- 3 ордена Трудового Красного Знамени (10.06.1945, за работу над созданием топлива для «Катюши»; 1953; 1956, за изобретение аппарата спецдиагностики и организацию исследования роли светового излучения при ядерных взрывах)
- медали

## Память
Похоронен на Южном кладбище Новосибирска.
Мемориальная доска на здании Института химической кинетики и горения СО РАН.